# (24944) Harish-Chandra
(24944) Harish-Chandra (1997 LZ4) – planetoida z pasa głównego asteroid okrążająca Słońce w ciągu 4,42 lat w średniej odległości 2,69 j.a. Odkryta 11 czerwca 1997 roku.